# Ушаковская (Вологодская область)
Ушаковская — деревня в Сямженском районе Вологодской области.
Входит в состав Ногинского сельского поселения, с точки зрения административно-территориального деления — в Ногинский сельсовет.
Расстояние по автодороге до районного центра Сямжи — 6,7 км, до центра муниципального образования Ногинской — 3,2 км. Ближайшие населённые пункты — Трубаково, Семениха, Ногинская.
По переписи 2002 года население — 7 человек.